# Карон, Огюстен Иосиф
Огюст Жозеф Карон (фр. Auguste Joseph Caron; 29 октября 1774 года Крез (фр.) — 1 октября 1822 года, Страсбург, Франция) — французский полковник.
После Реставрации примкнул к партии недовольных и в 1820 году оказался замешанным в военном заговоре против Бурбонов. Освобожденный за недостатком улик, Карон вышел в отставку и жил в Эльзасе. Арест нескольких друзей по поводу Бельфорского заговора в 1822 году дал Карону мысль попытаться освободить их. Приготовления шли успешно, но 4 унтер-офицера, участвовавших в заговоре, в момент выполнения выдали его своему начальству. Хотя Карон уже не был военным, он был военно-полевым судом приговорен к расстрелу.